# Ablabesmyia monilis
Ablabesmyia monilis is een muggensoort uit de familie van de dansmuggen (Chironomidae). De wetenschappelijke naam werd gepubliceerd in 1758 door Carl Linnaeus in de tiende editie van Systema naturae.